# Mel Damski
Melvin Damski, detto Mel (New York, 21 luglio 1946), è un regista e produttore televisivo statunitense.
Ha lavorato anche come produttore esecutivo per alcune serie TV come Psych (2006-2014).

## Filmografia parziale

### Cinema
- Barbagialla, il terrore dei sette mari e mezzo (Yellowbeard) (1983)
- Innamorati pazzi (Happy Together) (1989)
- Legendary (2010)
- Un Natale mai raccontato (2016)

### Televisione
- Lou Grant – serie TV, 7 episodi (1977-1978)
- Aiuto, ho incontrato l'amore! (A Perfect Match) – film TV (1980)
- Blood River - La vendetta corre sul fiume (Blood River) – film TV (1991)
- Il giustiziere (Shoot First: A Cop's Vengeance) – film TV (1991)
- Per amore della legge (Sweet Justice) – serie TV, 2 episodi (1995)
- Sisters – serie TV, 7 episodi (1993-1996)
- La famiglia Brock (Picket Fences) – serie TV, 8 episodi (1992-1996)
- Da un giorno all'altro (Any Day Now) – serie TV (1998)
- The Practice - Professione avvocati (The Practice) – serie TV, 3 episodi (1998-2000)
- Ultime dal cielo (Early Edition) – serie TV, 9 episodi (1997-2000)
- Jack & Jill – serie TV, 4 episodi (2000-2001)
- Ally McBeal – serie TV, 9 episodi (1997-2001)
- Streghe (Charmed) – serie TV, 14 episodi (1999-2006)
- Boston Public – serie TV, 3 episodi (2000-2003)
- Dawson's Creek – serie TV, 2 episodi (2002)
- The Guardian – serie TV, 5 episodi (2002-2004)
- The Book of Daniel – serie TV, 1 episodio (2006)
- Psych – serie TV, 23 episodi (2006-2014)
- Scorpion – serie TV, 3 episodi (2014-2015)
- Il mio matrimonio preferito (My Favorite Wedding) – film TV (2017)